# Tomophyllum cumingii
Tomophyllum cumingii är en stensöteväxtart som beskrevs av Barbara S. Parris. Tomophyllum cumingii ingår i släktet Tomophyllum och familjen Polypodiaceae. Inga underarter finns listade.